# Championa chemsaki
Championa chemsaki är en skalbaggsart som beskrevs av Martins och Dilma Solange Napp 1992. Championa chemsaki ingår i släktet Championa och familjen långhorningar. Inga underarter finns listade i Catalogue of Life.